# Maria Christina von Österreich (1742–1798)

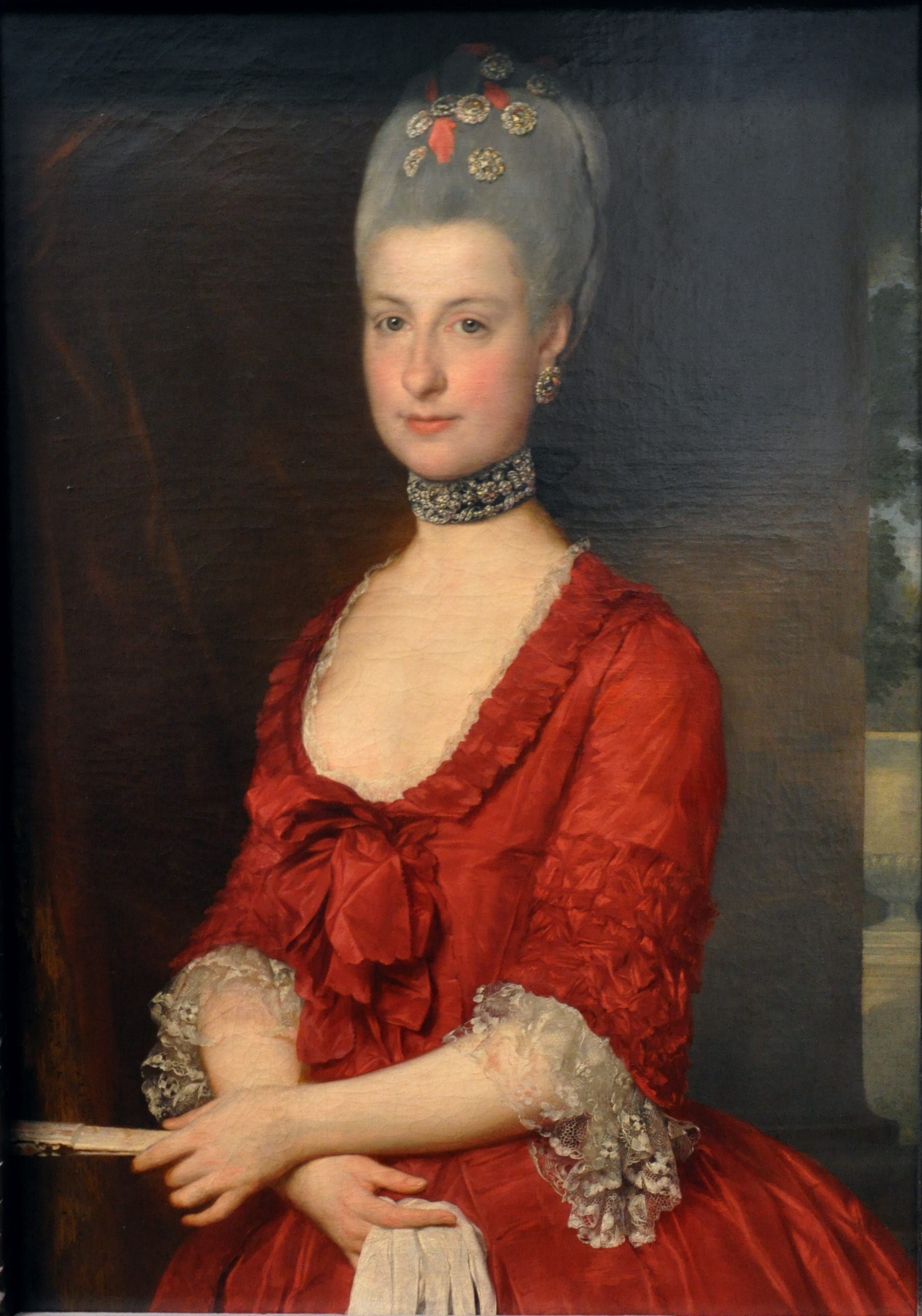
Erzherzogin Marie Christine von Habsburg-Lothringen (um 1766)

Maria Christina (auch Marie Christine) Johanna Josepha Antonia Erzherzogin von Österreich aus dem Haus Habsburg-Lothringen (* 13. Mai 1742 in Wien; † 24. Juni 1798 ebenda) war das fünfte Kind des Kaisers Franz I. Stephan und der Kaiserin Maria Theresia sowie Erzherzogin von Österreich. Sie heiratete 1766 den Prinzen Albert von Sachsen und war seither Herzogin von Sachsen-Teschen sowie von 1781–1789 und 1791–1792 Statthalterin der Österreichischen Niederlande. Nach zweimaliger Vertreibung (1789 und 1792) aus den Niederlanden lebte die kunstsinnige Lieblingstochter Maria Theresias in ihren letzten Lebensjahren mit ihrem Gatten in Wien und starb dort 1798 im Alter von 56 Jahren.

## Frühe Jahre

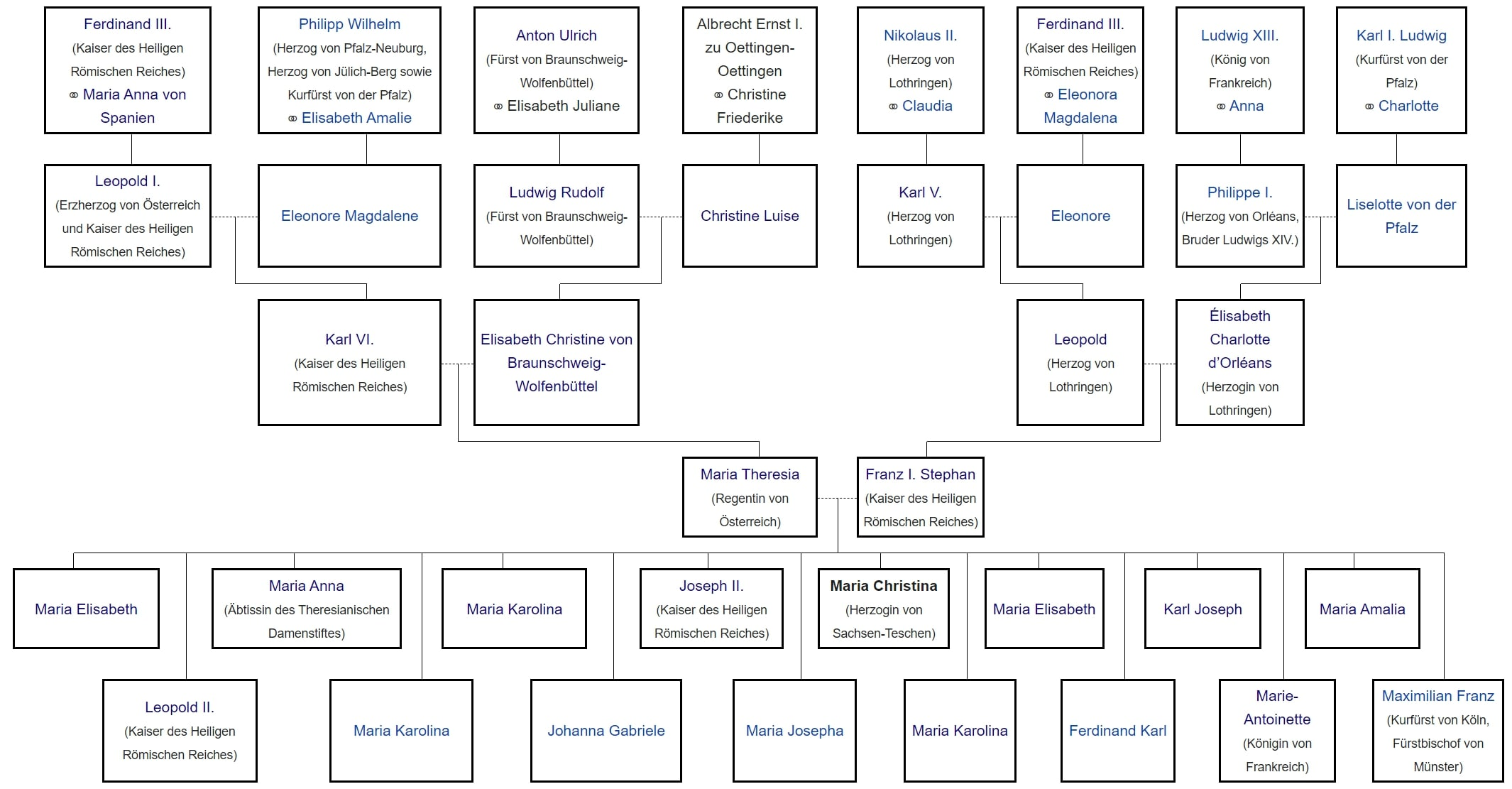
Stammbaum Maria Christina

Maria Christina kam genau am 25. Geburtstag ihrer Mutter Maria Theresia zur Welt. Am nächsten Tag wurde sie in der Hofburg getauft; ihr vollständiger Taufname lautete Maria Christina Josepha Johanna Antonia. Am Wiener Hof wurde sie in ihrer Familie aber stets nur entweder Marie oder Mimi genannt. Im Gegensatz zu ihren Geschwistern wurde sie von Maria Theresia selten scharf getadelt, wie etwa Briefen zu entnehmen ist, die ihre Mutter an sie schrieb. Über ihre frühe Kindheit ist wenig bekannt. Ein vom 22. März 1747 datierender Bericht des preußischen Gesandten in Wien, Otto Christoph von Podewils, beschrieb die damals Fünfjährige als hübsch und geistreich.

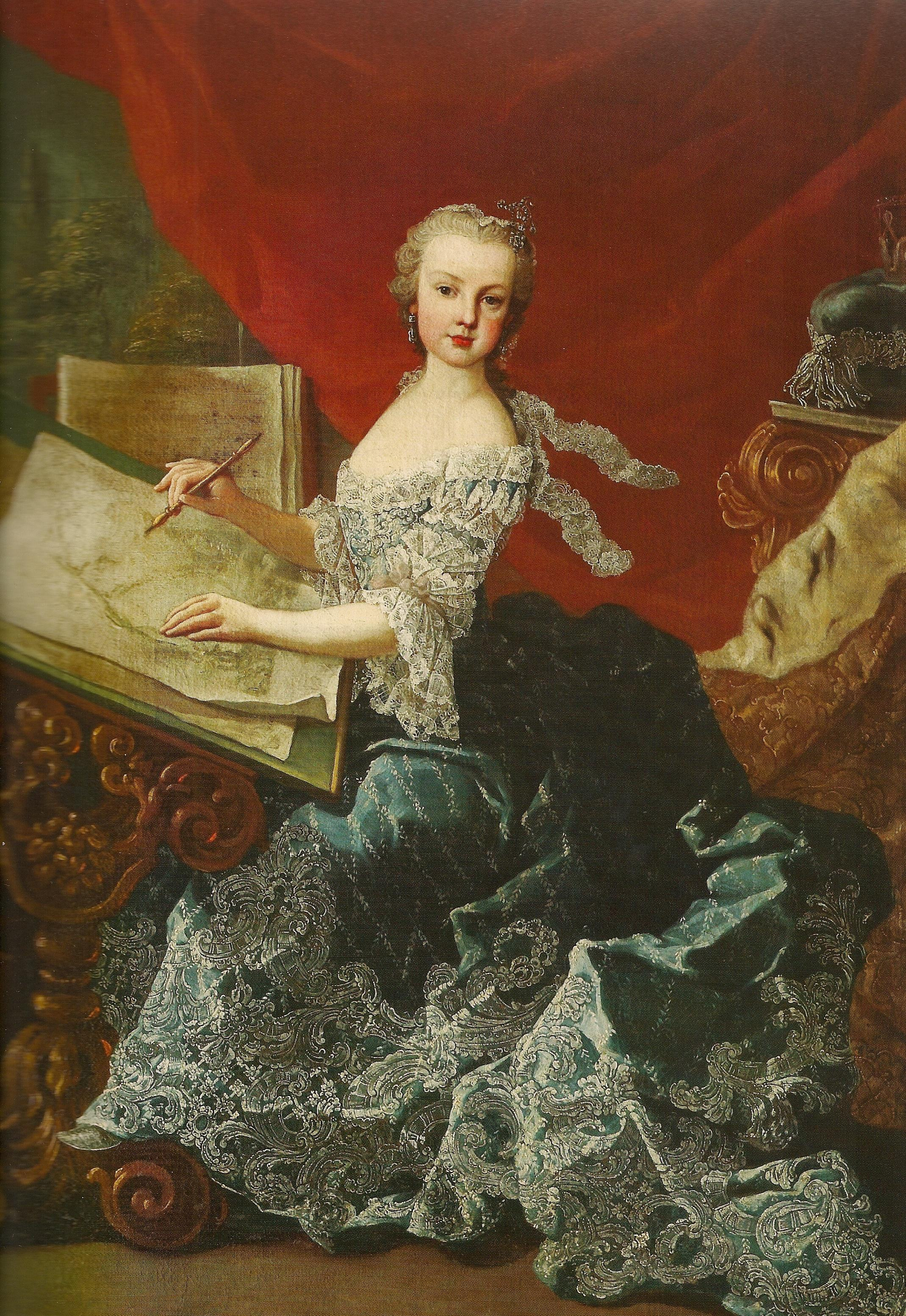
Erzherzogin Maria Christina von Österreich, Gemälde von Martin van Meytens (1750)

Die schon in ihrer Jugend kapriziöse und temperamentvolle Erzherzogin erhielt durch ihre Eltern eine besonders liebevolle Erziehung. Dass Maria Christina so deutlich von ihrer Mutter bevorzugt wurde, beschwor die Eifersucht ihrer Geschwister herauf, die sie mieden und ihre herausragende Stellung innerhalb der Familie immer heftiger kritisierten. Auch mit ihrer Erzieherin, der Fürstin Maria Charlotte von Trautson-Falkenstein, verstand sich Maria Christina sehr schlecht. Doch Maria Theresia erfüllte ihren Wunsch, ihre Aja auszuwechseln, erst 1756, als sie die verwitwete Gräfin Maria Anna Vasquez, geborene Kokosowa, als neue Erzieherin bekam. Ihr Verhältnis zu dieser gestaltete sich deutlich besser. Einige Jahre danach stieg die Gräfin Vasquez sogar zur Obersthofmeisterin von Maria Christinas Hofstaat auf.
Als intelligentes, lernfreudiges und schnell auffassendes Mädchen genoss Maria Christina eine gewissenhafte Ausbildung. Der Jesuitenpater Lachner unterrichtete sie in mehreren Sprachen und Geschichte. Die Erzherzogin erlernte u. a. perfekt Italienisch und Französisch, das sie laut Podewils besonders gern sprach, sowie recht gut Englisch. Sie erwies sich auch sehr früh als talentierte Malerin. Ihre teilweise im Schloss Schönbrunn ausgestellten Zeichnungen der kaiserlichen Familie zeugen von ihrer großen künstlerischen Begabung. Sie porträtierte neben Familienmitgliedern auch sich selbst. Ferner kopierte sie Genrebilder holländischer und französischer Meister. Hervorzuheben ist ihr um 1762 entstandenes Gouache-Bild Nikolobescherung, auf dem ihr Vater Franz Stephan zeitungslesend dargestellt ist, ferner ihre Mutter Maria Theresia den Kaffee bereitend und ihre drei jüngsten Geschwister, Ferdinand Karl, Marie-Antoinette und Maximilian Franz mit deren Geschenken, etwa einer Puppe für Marie-Antoinette.

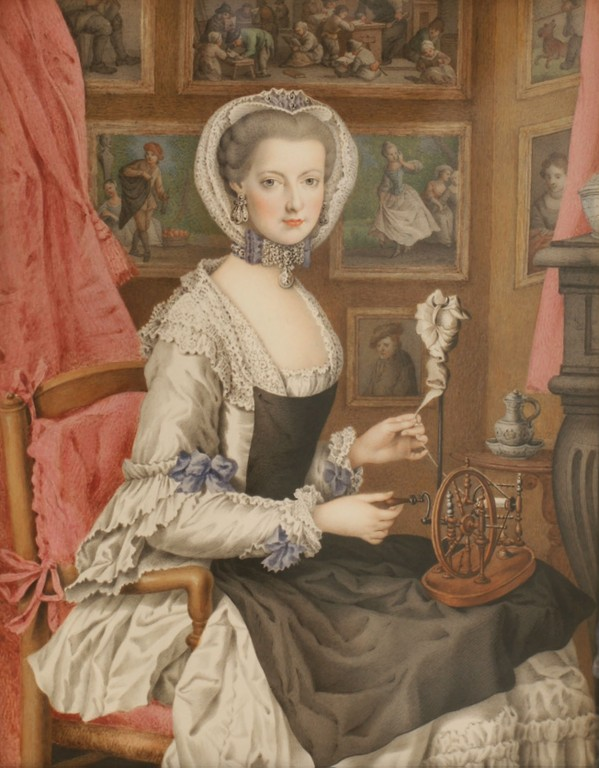
Selbstporträt der Erzherzogin, 1765

Als 17-Jährige hatte Maria Christina eine Romanze mit Ludwig Eugen von Württemberg, doch kam dieser als Herzogssohn für die Kaisertochter nicht als Gatte in Betracht und missfiel außerdem Maria Theresia. Anfang Jänner 1760 kam der Prinz Albert von Sachsen – der später Maria Christina ehelichen sollte – mit seinem Bruder Clemens an den Wiener Hof und wurde vom Kaiserpaar herzlich empfangen. Er lernte die hübsche Erzherzogin anlässlich eines Hauskonzerts, an dem sie mitwirkte, kennen und fasste bald große Zuneigung zu ihr, wie er in seinen Memoiren ausführt. Ende Jänner 1760 reisten Albert und Clemens wieder aus Wien ab.
Eine intensive Freundschaft verband Maria Christina in den nächsten Jahren mit der etwa gleichaltrigen Prinzessin Isabella von Parma, die am 6. Oktober 1760 Maria Christinas älteren Bruder, den späteren Kaiser Joseph II., in Wien heiratete. Unter anderem musizierten die beiden jungen Frauen öfters gemeinsam. Die schöne, gebildete und sehr sensible Isabella, die das Hofzeremoniell verabscheute und ihre überragende gesellschaftliche Stellung als Hochadlige als unglückliches, sinnleeres Schicksal betrachtete, gab sich trotz dieser inneren Einstellung nach außen hin fröhlich und scheinbar zufrieden. Während sie von ihrem Gatten sehr geliebt wurde, war sie ihrerseits ihm gegenüber eher zurückhaltend. Sie empfand vielmehr für Maria Christina eine – von dieser allerdings weniger intensiv erwiderte – innige Zuneigung, die sich in etwa 200 von ihr meist in Französisch verfassten, schwärmerischen Briefen an ihre Schwägerin ausdrückt. Von Maria Christina blieb nur eine Charakterstudie Isabellas erhalten, in der sie Isabella als liebenswürdig, gütig und generös schilderte, aber auch deren Schwächen nicht aussparte. Den frühen Tod ihrer immer mehr zu Melancholie und Todessehnsucht neigenden Schwägerin, die im Alter von nur knapp 22 Jahren am 27. November 1763 verstarb, bedauerte Maria Christina tief.

## Heirat mit Albert von Sachsen
Im Dezember 1763 begab sich Prinz Albert von Sachsen nach Wien, um die Kaiserfamilie seines Beileids zu Isabellas Tod zu versichern. Er hatte die Bekanntschaft der Kronprinzessin kurz nach ihrer Heirat mit Joseph (II.) gemacht und, wie er in seinem Tagebuch vermerkte, auch ihre enge Freundschaft mit Maria Christina registriert. Zu Letzterer fühlte er sich unverändert stark hingezogen. 1764 sah er Maria Christina zunächst im Frühling in Wien und später in Preßburg, der damaligen Hauptstadt Ungarns, häufiger. Die Zuneigung beruhte auf Gegenseitigkeit. Allerdings glaubte Albert aufgrund seiner für imperiale Maßstäbe relativ finanzschwachen und politisch einflusslosen Stellung nicht daran, Aussicht auf eine Heirat mit der Kaisertochter zu haben. Dann wurde er aber nach Wien eingeladen, um ein neues Dienstreglement für die Kavallerie einzustudieren, durfte an Jagden und Amüsements des Kaiserhofs teilnehmen und erhielt von Maria Christina die Aufforderung, seinen Gefühlen für sie freien Lauf zu lassen, aber noch nicht öffentlich zur Schau zu stellen.
Maria Christina besaß einen starken Einfluss auf ihre Mutter, die tatsächlich ihr Verhältnis zu Albert befürwortete, jedoch zunächst geheim zu halten trachtete, da Kaiser Franz I. Stephan seine Tochter vielmehr mit dem Sohn seiner Schwester Elisabeth Therese, dem Herzog Benedetto Maurizio von Chablais, verheiraten wollte. So wirkte Maria Theresia darauf hin, dass ihre ungeduldig auf eine Entscheidung drängende Tochter in Bezug auf ihre Liaison mit Albert diese verschleiernd und vorsichtig abwartend auftreten solle. Die Verheimlichung ihrer Sympathien für den Prinzen fiel der Erzherzogin jedoch schwer, so dass sie neue mütterliche Mahnungen, weiterhin eine Stillschweigetaktik zu verfolgen, erhielt.

Erzherzogin Maria Christina von Österreich, Herzogin von Teschen

An einer im Juli 1765 erfolgten Reise der Kaiserfamilie nach Innsbruck, um dort die Hochzeit des späteren Kaisers Leopold II. mit Maria Ludovica von Spanien zu begehen, nahm auch Albert teil. Da der Herzog von Chablais ebenfalls bei der Vermählung anwesend war, hatten Maria Christina und ihr Prinz noch bedachtsamer vorzugehen. Nach der Hochzeit Leopolds starb Franz I. Stephan plötzlich am 18. August 1765 an einem Schlaganfall oder Herzinfarkt. Der Tod des Kaisers löste bei seinen Familienangehörigen tiefe Trauer aus, auch bei Maria Christina, deren Ehepläne aber nun auf keine Hindernisse mehr stießen, da ihre Mutter ja schon längst auf ihre Seite gezogen war. Neben ihrer älteren Schwester Maria Anna (die eine geistliche Laufbahn einschlug) war sie die einzige Tochter Maria Theresias, die nicht nach politischem Kalkül verheiratet wurde. Aufgrund der normalerweise ein gutes Jahr währenden Hoftrauer wegen des Ablebens des Kaisers war jedoch zunächst bei der Verwirklichung der beabsichtigten Eheschließung respektvolle Zurückhaltung angesagt.
Bereits im November 1765 wurde mit den Hochzeitsvorbereitungen begonnen. Maria Theresia trug dafür Sorge, dass das junge Paar fortan materiell wohlausgestattet war. Sie ernannte Albert im Dezember 1765 zum Feldmarschall und Statthalter von Ungarn, in welcher Funktion er in Preßburg residierte. Die Pressburger Burg wurde um 1,3 Millionen Gulden renoviert, wobei Maria Theresia sich sogar um die Auswahl der Möbel und des Tafelgeschirrs kümmerte. Bei Schloss Laxenburg ließ sie für Maria Christina und Albert das sogenannte Grünnehaus einrichten. Wenn das Paar später nach Wien kam, durfte es auch in den Zimmern der Kaiserinwitwe in der Hofburg wohnen. Maria Christina bekam von ihrer Mutter als reiche Mitgift das Herzogtum Teschen (Österreichisch-Schlesien) – woraufhin Albert Herzog von Sachsen-Teschen wurde –, Mannersdorf, Ungarisch-Altenburg (Komitat Wieselburg) und weitere Herrschaften sowie hunderttausend Goldgulden. Der Hofstaat des Paars umfasste etwa 120 Personen. Dieses bedeutende Heiratsgut Maria Christinas rief den Unmut und Neid ihrer Geschwister hervor.
Am 7. Jänner 1766 hielt Albert, der in der sächsisch-polnischen Thronfolge durch die Geburt zahlreicher Söhne seines ältesten Bruders Friedrich Christian weiter zurückgesetzt worden war, Einzug in Preßburg und konnte sich dabei einer höflichen Begrüßung durch Stände und Bevölkerung erfreuen. Am 2. April 1766 fand seine Verlobung mit Maria Christina statt, am folgenden 8. April die Trauung in der Kapelle von Schloss Hof östlich von Wien. Bei dieser Hochzeitszeremonie, bei der auch die Kaiserinwitwe anwesend war, trug Maria Christina ein weißes, perlenbesetztes Mousseline-Kleid und Albert eine Uniform, wohingegen die übrigen Gäste aufgrund der fortwährenden Hoftrauer schwarz gekleidet waren. Bald darauf zogen die Frischvermählten in Preßburg ein. Maria Christina wurde zeit ihres Lebens von ihren Schwestern, denen Liebesheiraten verwehrt worden waren, gemieden.
In den ersten Wochen nach der Hochzeit kam es zwischen Maria Christina, Albert und Maria Theresia zu einer regen Korrespondenz. Die Kaiserinwitwe gab dabei ihrer Tochter, die sie sehr vermisste, Verhaltensmaßregeln gegenüber deren Ehemann. Diesem solle sie sich fügen und nicht eigenständig entscheiden. Außerdem müsse sie einen an christlichen Werten orientierten, anständigen Lebenswandel pflegen. Das Herzogspaar genoss unterdessen sein Eheglück, hielt auf Schloss Preßburg einen glanzvollen Hof, veranstaltete hier prächtige Feste und reiste auch öfters nach Wien.

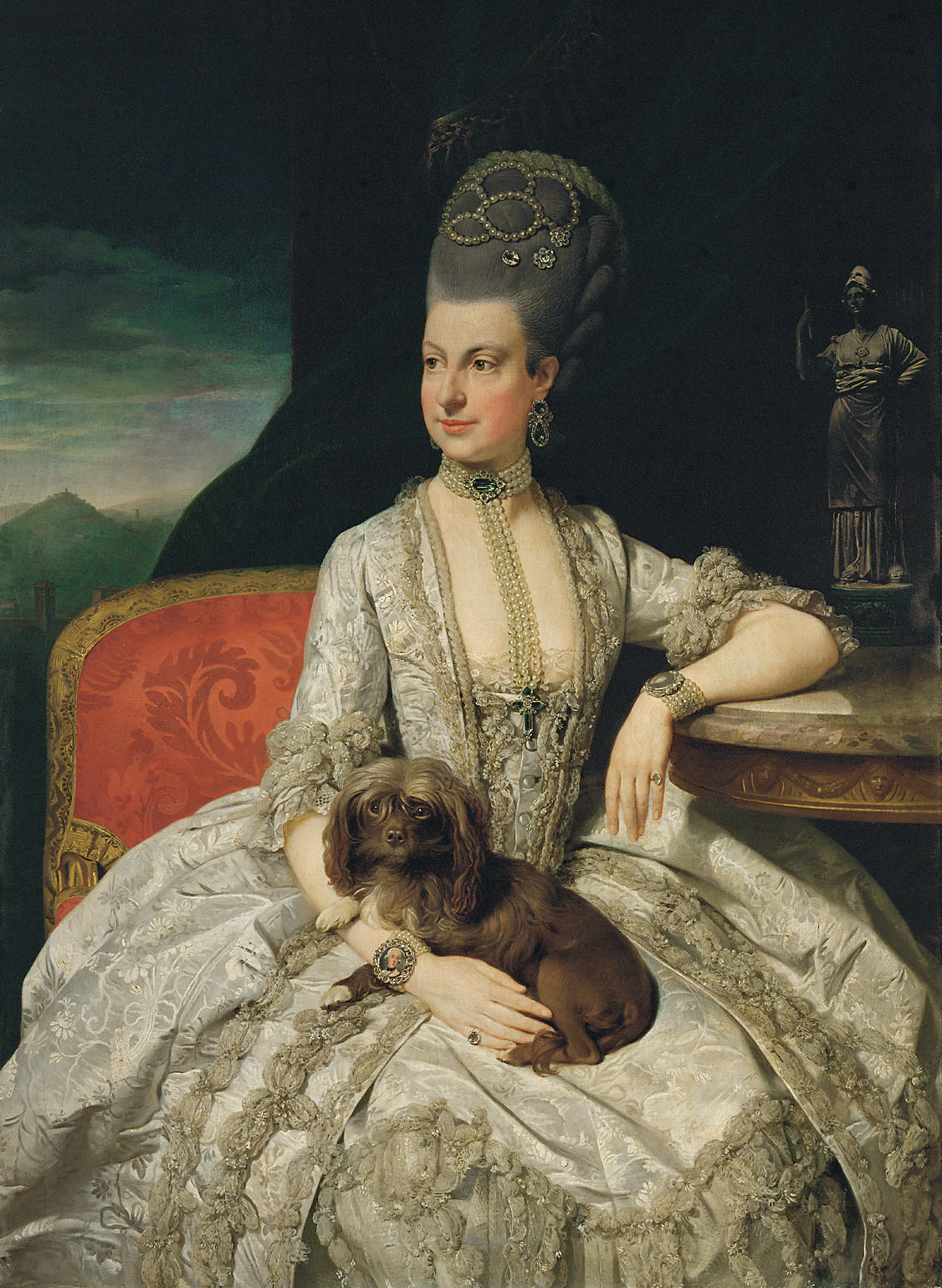
Marie Christine von Österreich, Herzogin von Sachsen-Teschen (um 1776)

## Nachkommen
Maria Christina schenkte im Mai 1767 einer Tochter namens Christina das Leben, jedoch starb diese einen Tag nach der Geburt. Das Kindbettfieber befiel Maria Christina, während Albert Mitte Juni 1767 die Blattern bekam; beide Eheleute genasen aber wieder. Da Maria Christina aufgrund der schwierigen Entbindung keine weiteren Kinder gebären konnte, überredete sie 1790 ihren Bruder, Kaiser Leopold II., ihr seinen Sohn, Erzherzog Karl, zur Adoption zu überlassen, um einen Erben zu haben.
- Prinzessin Christina von Sachsen-Teschen (* 16. Mai 1767; † 17. Mai 1767)
- adoptiert: Erzherzog Karl (* 5. September 1771; † 30. April 1847) (Neffe Maria Christinas, später bekannt als Sieger von Aspern).[3]

## Leben in Preßburg; Italienreise
Es gelang Maria Christina bald, die Zuneigung des ungarischen Adels und Volkes zu erlangen, hielt sich aber mit ihrem Gemahl häufig in Wien auf. Preßburg avancierte während der Regierung Alberts zu einem kulturellen Zentrum. Als Sommersitz nutzten sie das Schloss Halbturn im Burgenland. Maria Christina teilte mit ihrem Ehemann die Leidenschaft für die Zeichenkunst. Bereits in Preßburg begann Albert mit der Anlegung einer mit Hilfe seiner Gattin langsam durch den Erwerb von Zeichnungen und Kupferstichen erweiterten, sehr bedeutenden Kunstsammlung, die den Kernbestand der heutigen Albertina darstellt. Im Jahr 1773 wurde sie für ihre außerordentliche Kunst in der Malerei als Ehrenmitglied in die Accademia di San Luca aufgenommen.
Von Dezember 1775 bis Juli 1776 befand sich Maria Christina mit ihrem Gatten auf einer ausgedehnten Italienreise, um ihre Geschwister zu besuchen, so Leopold in Florenz, Maria Karolina in Neapel, Maria Amalia in Parma und Ferdinand in Mailand. Des Weiteren traf das ungarische Statthalterpaar auch mit Papst Pius VI. zusammen. Allerdings deuteten sich bereits Maria Christinas schwache Gesundheit und zunehmender Schwermut an, als Albert 1777/78 während des Bayerischen Erbfolgekrieges militärisch tätig war.

## Statthalterin der Österreichischen Niederlande

### Erste Jahre
Nach dem am 4. Juli 1780 erfolgten Tod Karls von Lothringen, des Bruders ihres Vaters, sollten diesem Albert und Maria Christina gemäß dem Willen Maria Theresias als Statthalter der Österreichischen Niederlande (etwa dem heutigen Belgien und Luxemburg entsprechend) nachfolgen. Doch Maria Theresia starb am 29. November 1780 noch während der Reisevorbereitungen des neuen Statthalterpaars, womit dessen insgesamt recht glückliche Jahre endeten. Joseph II. übernahm nun die alleinige Herrschaft als Kaiser. Er hatte ein schlechtes Verhältnis zu seiner Schwester und war auf ihre bevorzugte Stellung und innige Beziehung zu ihrer Mutter eifersüchtig gewesen. Um sie aus Wien zu entfernen, bestätigte er ihre und ihres Gemahls Ernennung zu niederländischen Statthaltern, reduzierte aber ihre dort zu beziehenden Einkünfte. Am 3. Juni 1781 verließen Maria Christina und Albert Wien, wurden von dem sie bisher vertretenden bevollmächtigten Minister Georg Adam von Starhemberg in Tienen am folgenden 9. Juli empfangen und hielten am nächsten Tag ihren feierlichen Einzug in Brüssel. Dort bezogen sie das Palais Nassau, ein im Kern gotisches Palais, das ihr Vorgänger vom Haus Nassau erworben und im Rokokostil erweitert hatte. In Brüssel gab es seit dem Brand des alten Coudenberg-Palastes 1731 keine repräsentative Residenz mehr.

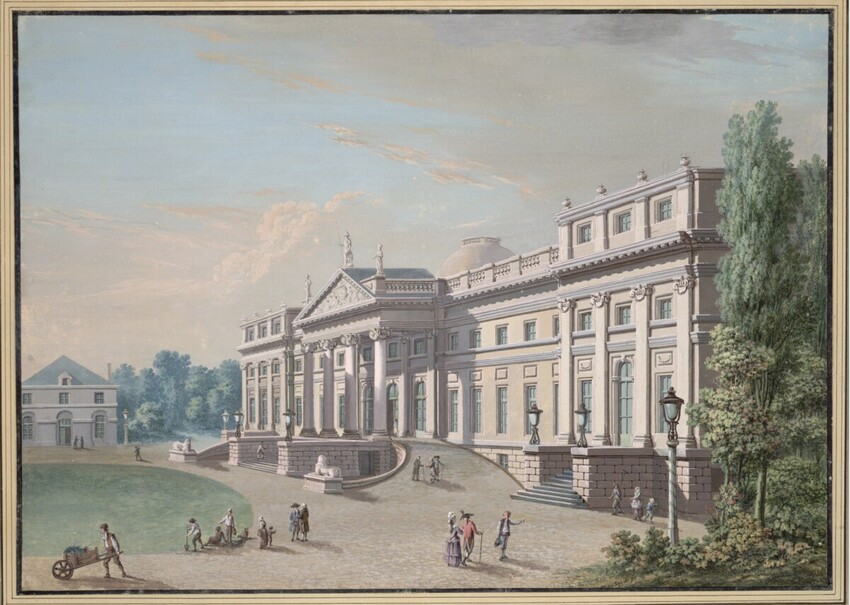
Schloss Laeken (1785)

Der Kaiser ließ seiner Schwester nicht die ihrer Stellung entsprechenden finanziellen Mittel zukommen. Maria Christina beschwerte sich bei ihrem Bruder Leopold und kritisierte, wie sie bei der Teilung des Erbes Maria Theresias behandelt worden war. Sie und ihr Gatte konnten auch keine unabhängige politische Rolle spielen, sondern waren auf eine repräsentative Position beschränkt. Noch vor ihrem Amtsantritt hatte Joseph II. 1781 sieben Wochen lang die Österreichischen Niederlande streng kontrollierend bereist, die Verwaltung und inneren Zustände für negativ befunden und baldige tiefgreifende Reformen beschlossen. Er diskutierte seine Pläne mit den Ministern und führenden Beamten, und das Statthalterpaar hatte nur die so mit kaiserlicher Zustimmung zustande gekommenen Verfügungen zu signieren. Des Weiteren nahmen Albert und seine Gattin an Jagden teil, empfingen Besuche, ließen unweit von Brüssel 1782–1784 das Schloss Laken als Sommerresidenz erbauen und erweiterten ihre Kunstsammlung.
In den Österreichischen Niederlanden herrschten indessen starke soziale Spannungen, der Grundbesitz gehörte großteils den Angehörigen der obersten beiden Stände, der Adel genoss eine überdeutliche Bevorzugung im Steuer- und Justizwesen, es gab große Missstände in der Administration, das Zunftwesen behinderte die wirtschaftliche Entwicklung und der Außenhandel litt durch die Sperre der Schelde für die Beförderung von Waren. Pläne Josephs II., die Österreichischen Niederlande gegen Bayern einzutauschen oder 1784/85 die Aufhebung der Scheldesperre für die Schifffahrt zu erzwingen, scheiterten. An Stelle Starhembergs berief der Kaiser 1783 Ludovico Carlo di Belgiojoso als bevollmächtigten Minister. Joseph II., dem es an Verständnis für die überkommenen niederländischen Verhältnisse mangelte, verordnete einschneidende Kirchenreformen, durch die etwa die katholische Kirche im November 1781 ihre Vorrangstellung einbüßte und im März 1783 verschiedene Klöster aufgehoben wurden. Außerdem hatte er auf der administrativen Ebene vor, eine zentralistische Verwaltung einzuführen.

### Reisen nach Wien und Frankreich
Auf Anweisung Josephs II. reisten Maria Christina und Albert im Winter 1785/86 bei großer Kälte nach Wien. Der Kaiser nahm seine Gäste höflich auf und lud sie zu Festen ein. Aufgrund ihres Besuchs wurden auch am 7. Februar 1786 die im Auftrag Josephs II. entstandenen Opern Der Schauspieldirektor von Wolfgang Amadeus Mozart und Prima la musica e poi le parole von Antonio Salieri in der Orangerie des Schlosses Schönbrunn uraufgeführt. Dem Statthalterpaar gelang es aber nicht, den Kaiser zu einer vorsichtigeren Herangehensweise bei der Verwirklichung seiner Reformpläne für die Niederlande und Rücknahme von Verordnungen zu bewegen.
Ende Juli 1786 folgte Maria Christina mit ihrem Gatten einer Einladung des französischen Monarchen Ludwig XVI.  nach Paris. In Schloss Versailles begegnete sie ihrer Schwester Marie-Antoinette, zu der sie ein kühles Verhältnis hatte, wie etwa der kaiserliche Gesandte in Frankreich, Florimond Claude von Mercy-Argenteau, konstatierte. Marie-Antoinette bemühte sich, die Besuche ihrer Schwester in Versailles so kurz wie möglich zu halten und gewährte ihr auch keinen Empfang im Petit Trianon. Bei seiner Stippvisite in Frankreich besuchte das Statthalterpaar aber Museen und Manufakturen, war bei den Lustbarkeiten des Hofes zugegen und traf u. a. auch den Finanzminister Jacques Necker sowie dessen Tochter, die bekannte Schriftstellerin Madame de Staël. Mitte September 1786 stand dann die Rückkehr nach Brüssel auf dem Programm.

### Widerstand gegen Reformpläne Josephs II.
Inzwischen verschärfte sich in den niederländischen Provinzen des Kaisers die politische Situation. Als Joseph II. Anfang 1787 eine weitgehende Modifikation der dortigen zentralen Regierungseinrichtungen, eine der Auflösung der bisher bestehenden Provinzen gleichkommende Umgestaltung der Landeseinteilung und eine Neuordnung der Gerichtsorganisation befahl, kam es zu großem Widerstand gegen diese zu schnell und umfassend erfolgten Reformen. So verweigerten etwa die Brabanter Stände die Steuerzahlungen. Gegen die vom Kaiser verordneten Neuerungen formierten sich vor allem zwei oppositionelle Gruppierungen: Zum einen die von zahlreichen Adligen und Klerikern unterstützten sog. Statisten, die eine Beibehaltung der traditionellen Verhältnisse befürworteten, und zum anderen die nach ihrem Führer Jan Frans Vonck benannten Vonckisten, die für ein demokratisches Mitspracherecht bei geplanten Reformen eintraten, indem deren Einführung an die Zustimmung einer mittels des Zensuswahlrechts zu wählenden Landesvertretung geknüpft sein sollte.
Eine am 30. Mai 1787 in Brüssel erfolgte Revolte, bei der zahlreiche Menschen zur Residenz des Statthalters marschierten und die Entfernung Belgiojosos forderten, nötigten Maria Christina und Albert zur Rücknahme der kaiserlichen Verfügungen, wofür sie von der Bevölkerung gefeiert wurden. Doch für Joseph II., der die Nachgiebigkeit des Statthalterpaars verurteilte, kam eine Revokation seiner Befehle nicht in Frage. Er wollte mögliche weitere Aufstände gewaltsam unterdrücken und erhöhte daher die Anzahl der vom General und Grafen Joseph Murray befehligten Regimenter in den Niederlanden. Außerdem bestellte er Belgiojoso sowie seine Schwester und deren Gemahl zur Stellungnahme nach Wien. Dort kamen die Statthalter Ende Juli 1787 an, konnten aber keinen Meinungsumschwung des Kaisers herbeiführen. Ferdinand von Trauttmansdorff wurde neuer bevollmächtigter Minister und der ehrgeizige General Richard d’Alton trat an die Stelle des kompromissbereiteren Murray.
Maria Christina und Albert begaben sich im Januar 1788 wieder in die Österreichischen Niederlande, wo nun aber das Konfliktpotential deutlich erhöht war. Neue Unruhen waren absehbar. Die Statthalterin warnte ihren kaiserlichen Bruder im April 1788 brieflich, dass die scheinbare Ruhe im Land nur äußerlich sei und Angst und Disharmonie herrsche, versicherte aber, dass sie ihr Möglichstes zur Wiederherstellung des Vertrauens beigetragen habe. Trauttmansdorff wollte zwar die josephinischen Reformen in etwas milderem Stil durchsetzen, sah sich aber trotzdem starker Opposition von Seiten der Brabanter Stände gegenüber. Eine führende Rolle bei diesem Widerstand spielte der Advokat Hendrik van der Noot, der an der Spitze der Partei der Statisten stand. Nach seiner Flucht im August 1788 versuchte er in Breda vergeblich, mit Unterstützung der Republik der Sieben Vereinigten Provinzen und dort befindlicher preußischer Soldaten gegen die kaiserliche Regierungsgewalt in den Österreichischen Niederlanden anzukämpfen. Dennoch wurde der Widerstand der Brabanter Stände immer heftiger.

### Zweimalige Vertreibung
Der Ausbruch der Französischen Revolution im Sommer 1789 wirkte auch auf die Österreichischen Niederlande hinüber. Dort hatte sich bereits eine Vereinigung Pro aris et focis gebildet, die sich um die Aufstellung einer Armee zur Durchführung einer Erhebung mit militärischen Mitteln bemühte. So sammelte sich in Breda ein Heer belgischer Patrioten. Maria Christina und ihr Gatte zogen von Laken nach Brüssel, reisten aber noch nicht, wie von Joseph II. verlangt, aus dem Land ab. Am 24. Oktober 1789 begann aber die Brabanter Revolution. Von Breda aus drang die antikaiserlich gesinnte „Patriotenarmee“ in Brabant ein und brachte in den nächsten Wochen diese Provinz sowie Flandern unter ihre Kontrolle. Am 18. November musste Maria Christina, wenn auch widerstrebend, mit Albert außer Landes fliehen. Über Luxemburg, Trier und Koblenz reiste das Statthalterpaar nach Bonn. Dort durfte Maria Christina gemeinsam mit ihrem Gatten auf Anweisung ihres jüngsten Bruders, des Erzbischofs und Kurfürsten Maximilian Franz von Köln, längere Zeit in Schloss Poppelsdorf logieren. Van der Noot konnte inzwischen am 18. Dezember 1789 triumphierend in Brüssel einziehen.
Maria Christina war über ihre Vertreibung verbittert, suchte aber dennoch Schritte zu setzen, um die Herrschaft ihres Bruders in den Österreichischen Niederlanden weiterhin aufrechtzuerhalten. Insbesondere schrieb sie am 12. Dezember 1789 an den Erzbischof von Mechelen, dass der Kaiser nun eine andere Verhaltensweise gegenüber den aufständischen Provinzen an den Tag legen würde. Trotz vieler Versprechen des Prälaten geschah jedoch nichts. Außerdem schadete Maria Christina die Publikation ihrer Briefe an Trauttmansdorff in der öffentlichen Meinung.
Die bisherigen Österreichischen Niederlande vollzogen im Januar 1790 ihre Umwandlung in die unabhängige Republik der Vereinigten Staaten von Belgien unter dem neuen Regierungschef van der Noot. Der schwerkranke Kaiser Joseph II. verstarb am 20. Februar 1790. Sein Nachfolger wurde sein jüngerer Bruder als Leopold II. Zu diesem unterhielt Maria Christina ein besseres Verhältnis als zu Joseph II. und tauschte mit ihm viele in ihrem Nachlass befindliche Briefe aus. Sie riet Leopold in einem Schreiben, entweder Verhandlungen zur Wiedererlangung seiner Herrschaft über Belgien einzuleiten oder auf die militärische Karte zu setzen. Der von der Aufklärung geprägte Monarch konnte die Erregungen in verschiedenen Teilen des österreichischen Herrschaftsbereichs durch Konzessionen eindämmen und schickte nach der Aushandlung eines Waffenstillstandes im Türkenkrieg Truppen in das inzwischen durch die Spaltung der beiden Oppositionsbewegungen der Vonckisten und Statisten geschwächte Belgien. Die Österreicher eroberten Anfang Dezember 1790 Brüssel kampflos. Maria Christina und Albert, die nach ihrem Aufenthalt in Bonn zunächst in Frankfurt, dann in Wien und Dresden gewohnt hatten, kehrten am 15. Juni 1791 als Statthalter nach Brüssel zurück. Die Bevölkerung empfing sie freundlich, war aber auch misstrauisch.
Das vor der Brabanter Revolution eher demokratische Politikverständnis Maria Christinas war nun autoritärer geprägt. Leopold II. setzte aber auf eine maßvollere Herrschaftsausübung in seinen wiedergewonnenen niederländischen Provinzen, um nicht neue Aufstände zu provozieren, begnadigte viele Vonckisten und verständigte sich auch mit den Statisten. Neuer bevollmächtigter Minister wurde Franz Georg Karl von Metternich, der Vater des später zu den führenden europäischen Politikern gehörenden Grafen Klemens Wenzel Lothar von Metternich. Maria Christina war sehr betrübt, als Leopold II. bereits am 1. März 1792 verschied.
Danach regierte die Statthalterin mit ihrem Gatten in Brüssel im Namen ihres Neffen Franz II., der Leopold II als Kaiser nachgefolgt war und die Privilegien seiner niederländischen Provinzen ebenfalls nicht antastete. Noch im Oktober 1792 drangen aber französische Revolutionsheere in die Österreichischen Niederlande ein. Der General Charles-François Dumouriez besiegte die von Maria Christinas Gatten Albert und Charles de Croix befehligten österreichischen Truppen entscheidend am 6. November 1792 in der Schlacht von Jemappes. In der Folge war das verbitterte Statthalterpaar erneut zur Flucht gezwungen, konnte aber viele seiner Güter, so auch seine Kunstsammlung, auf dem Seeweg außer Landes schaffen und nach Hamburg überführen. Allerdings wurde dabei eines der drei Schiffe, auf denen sich die kostbare Ladung befand, infolge eines Orkans zerstört.

## Letzte Jahre und Tod; Memoria
Politischen Einfluss übte Maria Christina nun nicht mehr aus. Nach einem Aufenthalt in Münster im Winter 1792/93 zog sie mit dem schwer erkrankten Albert in dessen Heimatstadt Dresden. Das Herzogspaar lebte harmonisch, war aber weniger begütert als früher und hatte daher nicht mehr eine so aufwendige Hofhaltung. Anfang 1794 erfuhr es, dass es von Kaiser Franz II. ab nun finanzielle Unterstützung erhalten werde. Nach dem dauerhaften Umzug nach Wien wohnten Maria Christina und ihr Gatte im Palais des Grafen Emanuel Silva-Tarouca. Albert kümmerte sich künftig vor allem um seine Kunstsammlungen. Nach dem Aufstieg Napoleons war Maria Christina über die damit verbundenen militärischen Zusammenstöße und großen menschlichen Opfer tief erschüttert, wenn sie auch den Frieden von Campo Formio (Oktober 1797) zwischen Napoleon und Franz II. begrüßte.

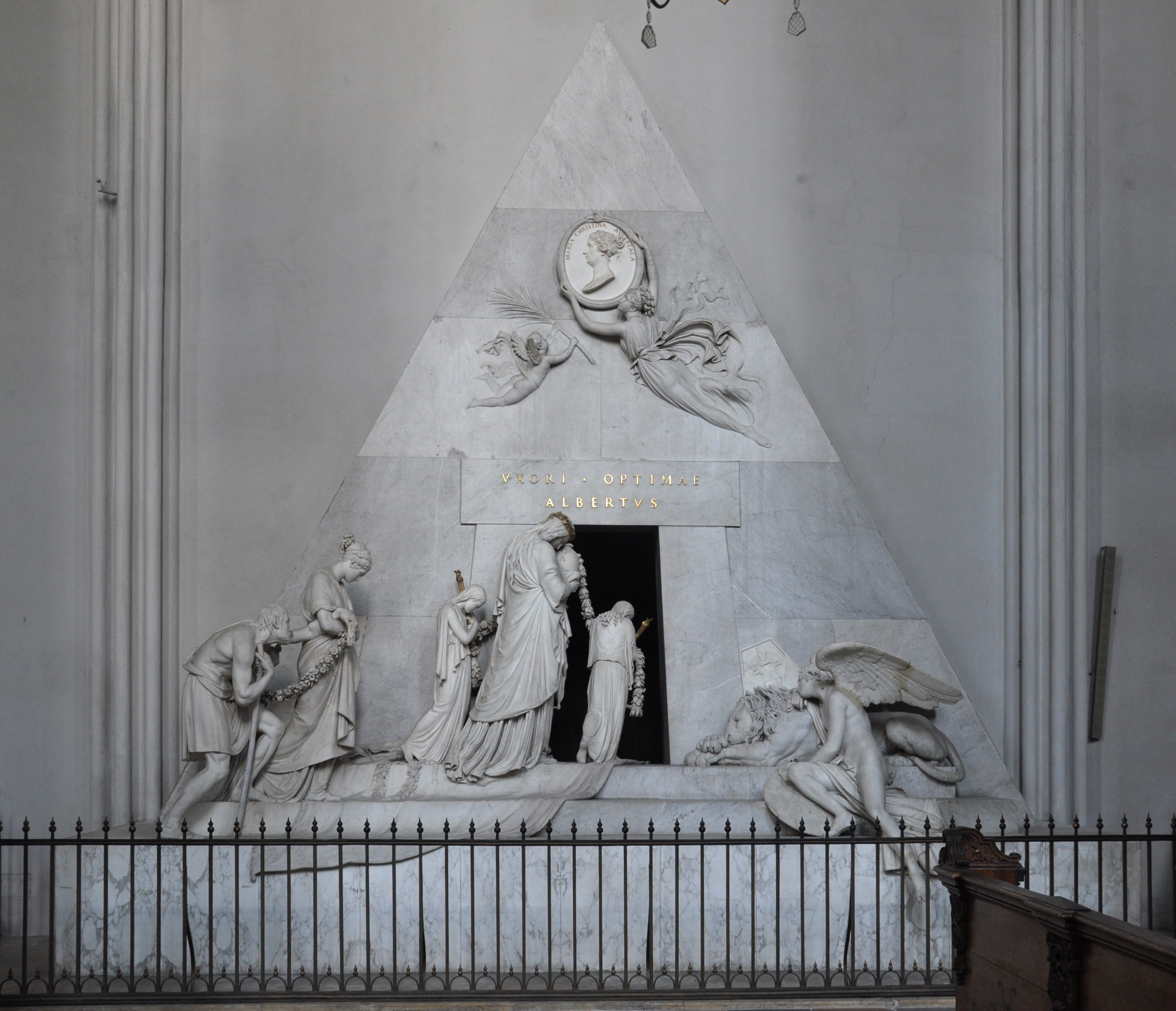
Kenotaph der Marie Christine von Österreich in der Augustinerkirche in Wien

1797 war die melancholisch gewordene Maria Christina gesundheitlich bereits sehr angeschlagen und laborierte an einer Magenerkrankung. Sie begab sich im Juli 1797 auf eine Badekur nach Teplitz und erreichte eine kurzzeitige Besserung ihres Gesundheitszustandes, litt aber bald wieder unter großen Schmerzen. Wegen des Umbaus des Palais auf der Augustinerbastei zog Albert mit seiner Gemahlin in das von ihm angemietete Palais Kaunitz um. Nach kurzer erneuter Genesung wurde Maria Christina Mitte Juni 1798 immer kränker, versicherte ihrem Gemahl in einem Abschiedsbrief ihre tiefe, lebenslange Liebe zu ihm und starb am folgenden Tag, dem 24. Juni 1798, an ihrer Magenkrankheit im Alter von 56 Jahren. Sie gehört zu jenen 41 Personen, die eine „Getrennte Bestattung“ mit Aufteilung des Körpers auf alle drei traditionellen Wiener Begräbnisstätten der Habsburger (Kaisergruft, Herzgruft, Herzogsgruft) erhielten.
Der über das Ableben seiner Gattin tief betrübte Albert ließ für Maria Christina ein Grabmal in der Augustinerkirche errichten. In den Verzierungen dieses Grabmals, einem Werk des bedeutenden klassizistischen Bildhauers Antonio Canova, ist kein einziges christliches Symbol zu erkennen, dafür sind mehrere von Freimaurern verwendete Motive dargestellt. Die flache Wandpyramide enthält ein Medaillon Maria Christinas und Figuren aus Carraramarmor. Sie trägt die Inschrift Uxori Optimae Albertus („Der besten Gattin, Albert“). In einem im Jahre 1805 herausgegebenen Buch von Van de Vivere über das Grabmal von Canova, das auch in einer deutschen Übersetzung aus demselben Jahr vorliegt, geht eindeutig hervor, dass es sich um ein aus dem christlichen Denken heraus entstandenes Grabdenkmal handelt, wiewohl der Einfluss der Aufklärung merkbar ist. Mit den Mitteln und der Deutungssprache der Allegorie erstellte Canova die Symbole und Figuren, die im Denken der Antike und in der frühchristlichen Zeit Verwendung fanden, um den Tod eines Menschen zu betrauern bzw. ihn zu begraben.
Im Jahr 1867 wurde in Wien Innere Stadt (1. Bezirk) die Christinengasse nach Maria Christina benannt; nach ihrem Mann wurde 1862 in der Josefstadt (8. Bezirk) die Albertgasse benannt. In Budapest trägt das Stadtviertel Krisztinaváros ihren Namen.

## Vorfahren
| Ahnentafel Maria Christina von Österreich | Ahnentafel Maria Christina von Österreich                                                                  | Ahnentafel Maria Christina von Österreich                                                                  | Ahnentafel Maria Christina von Österreich                                                                  | Ahnentafel Maria Christina von Österreich                                                                  | Ahnentafel Maria Christina von Österreich                                                        | Ahnentafel Maria Christina von Österreich                                                        | Ahnentafel Maria Christina von Österreich                                                                              | Ahnentafel Maria Christina von Österreich                                                                       |
| ----------------------------------------- | --- | --- | --- | --- | ------------------------------------------------------------------------------------------------ | ------------------------------------------------------------------------------------------------ | --- | --- |
| Ururgroßeltern                            | Nikolaus Franz von Vaudémont (1609–1670) ⚭ 1634 Claudia von Lothringen (1612–1648)                         | Kaiser Ferdinand III. (1608–1657) ⚭ 1651 Eleonora von Mantua (1630–1686)                                   | König Ludwig XIII. (1601–1643) ⚭ 1615 Anna von Österreich (1601–1666)                                      | Kurfürst Karl I. Ludwig (1617–1680) ⚭ 1650 Charlotte von Hessen-Kassel (1627–1686)                         | Kaiser Ferdinand III. (1608–1657) ⚭ 1631 Maria Anna von Spanien (1606–1646)                      | Kurfürst Philipp Wilhelm (1615–1690) ⚭ 1653 Elisabeth Amalia von Hessen-Darmstadt (1635–1709)    | Fürst Anton Ulrich von Braunschweig-Wolfenbüttel (1633–1714) ⚭ 1656 Elisabeth Juliane von Holstein-Norburg (1634–1704) | Albrecht Ernst I. zu Oettingen (1642–1683) ⚭ 1664 Christine Friederike von Württemberg (1644–1674)              |
| Urgroßeltern                              | Herzog Karl V. Leopold (1643–1690) ⚭ 1678 Eleonore von Österreich (1653–1697)                              | Herzog Karl V. Leopold (1643–1690) ⚭ 1678 Eleonore von Österreich (1653–1697)                              | Philipp I. von Bourbon (1640–1701) ⚭ 1671 Elisabeth von der Pfalz (1652–1722)                              | Philipp I. von Bourbon (1640–1701) ⚭ 1671 Elisabeth von der Pfalz (1652–1722)                              | Kaiser Leopold I. (1640–1705) ⚭ 1676 Eleonore Magdalene von der Pfalz (1655–1720)                | Kaiser Leopold I. (1640–1705) ⚭ 1676 Eleonore Magdalene von der Pfalz (1655–1720)                | Herzog Ludwig Rudolf von Braunschweig-Wolfenbüttel (1671–1735) ⚭ 1690 Christine Luise von Oettingen (1671–1747)        | Herzog Ludwig Rudolf von Braunschweig-Wolfenbüttel (1671–1735) ⚭ 1690 Christine Luise von Oettingen (1671–1747) |
| Großeltern                                | Herzog Leopold Joseph von Lothringen (1679–1729) ⚭ 1698 Élisabeth Charlotte de Bourbon-Orléans (1676–1744) | Herzog Leopold Joseph von Lothringen (1679–1729) ⚭ 1698 Élisabeth Charlotte de Bourbon-Orléans (1676–1744) | Herzog Leopold Joseph von Lothringen (1679–1729) ⚭ 1698 Élisabeth Charlotte de Bourbon-Orléans (1676–1744) | Herzog Leopold Joseph von Lothringen (1679–1729) ⚭ 1698 Élisabeth Charlotte de Bourbon-Orléans (1676–1744) | Kaiser Karl VI. (1685–1740) ⚭ 1708 Elisabeth Christine von Braunschweig-Wolfenbüttel (1691–1750) | Kaiser Karl VI. (1685–1740) ⚭ 1708 Elisabeth Christine von Braunschweig-Wolfenbüttel (1691–1750) | Kaiser Karl VI. (1685–1740) ⚭ 1708 Elisabeth Christine von Braunschweig-Wolfenbüttel (1691–1750)                       | Kaiser Karl VI. (1685–1740) ⚭ 1708 Elisabeth Christine von Braunschweig-Wolfenbüttel (1691–1750)                |
| Eltern                                    | Kaiser Franz I. Stephan (1708–1765) ⚭ 1736 Maria Theresia (1717–1780)                                      | Kaiser Franz I. Stephan (1708–1765) ⚭ 1736 Maria Theresia (1717–1780)                                      | Kaiser Franz I. Stephan (1708–1765) ⚭ 1736 Maria Theresia (1717–1780)                                      | Kaiser Franz I. Stephan (1708–1765) ⚭ 1736 Maria Theresia (1717–1780)                                      | Kaiser Franz I. Stephan (1708–1765) ⚭ 1736 Maria Theresia (1717–1780)                            | Kaiser Franz I. Stephan (1708–1765) ⚭ 1736 Maria Theresia (1717–1780)                            | Kaiser Franz I. Stephan (1708–1765) ⚭ 1736 Maria Theresia (1717–1780)                                                  | Kaiser Franz I. Stephan (1708–1765) ⚭ 1736 Maria Theresia (1717–1780)                                           |
| Maria Christina von Österreich            | | | | |                                                                                                  |                                                                                                  | | |

### Romanhafte Darstellungen
- Rebecca Novak: Maria Christina – Tagebuch einer Tochter, August Verlag, Dreesbach 2010, ISBN 3-940061-45-X.